# 폴록의 사면체수 추측
사면체수(素數, Tetrahedral number)는 구를 최밀격자형태로 모아서 정사면체를 만들 때 사용되는 구의 총 수를 말한다.
사면체수의 수열은 1, 4, 10, 20, 35, 56, 84, 120, 165, 220, … (OEIS의 수열 A000292)이다. 영국의 정치인 프레더릭 폴록(Frederick Pollock)은 1850년 임의의 자연수는 최대 일곱 개의 사면체수의 합으로 표현 가능하다고 추측하였다. 폴록의 사면체수 추측은 아직도 미해결된 수학적 문제이다.
제 {\displaystyle n} 사면체수는 제1 삼각수에서부터 제 {\displaystyle n} 삼각수까지의 합이고, 그 값 {\displaystyle N} 은 다시 {\displaystyle N={n(n+1)(n+2)}/{6}}으로 쓸 수 있다.
사면체수를 1항부터 써보면 다음과 같다.
1, 4, 10, 20, 35, 56, 84, 120, 165, 220, 286, 364, 455, 560, 680, 816, 969, 1140, ...
나아가 한번 일반화시키면, 삼각수에서 사면체수를 알아낸 것과 마찬가지로 사면체수의 합으로 4차원 공간에서의 삼각수인 5포체수를 정의할 수 있다. 일반 차원의 공간(여기에서는 {\displaystyle r} 차원)까지 개념의 확장을 실시했을 때, 제 {\displaystyle n} 번째의 그 수  {\displaystyle T_{r}(n)}
{\displaystyle T_{r}(n)=\prod {k=1}^{r}\left(1+{\frac {n-1}{k}}\right)={\frac {n(n+1)\cdots (n+r-1)}{r!}}=(-1)^{r-1}{-n \choose r}}
이다.